# St. Gertraudi
St. Gertraudi ist ein Dorf in der Gemeinde Reith im Alpbachtal im Bezirk Kufstein, Tirol (Österreich).
Der Ort liegt südlich des Inn im Unterinntal auf 527 Meter Seehöhe und wird von Einheimischen auch „Gai“ genannt. St. Gertraudi grenzt westlich an Strass im Zillertal und östlich an Brixlegg an.

## Geschichte

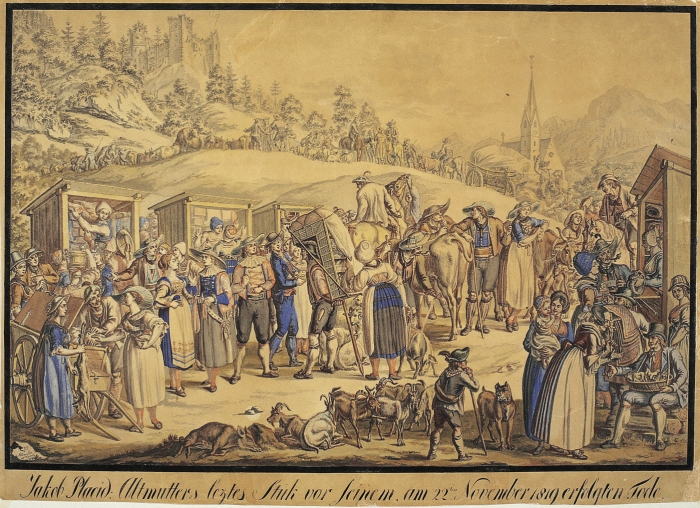
Bauernmarkt in St Gertraudi, Aquarell von 1819

Das Gebiet von St. Gertraudi ist wahrscheinlich früh besiedelt gewesen, worauf Funde aus der Bronze- und der Römerzeit hinweisen. Ausschlaggebend für die frühe Besiedelung dürfte die strategisch günstige geographische Lage gewesen sein – schließlich konnten von hier aus sowohl der Inn, als auch die Straßen des Inn- und des  Zillertals kontrolliert werden. Als gesichert gilt, dass die Römer im Gebiet des Dorfes die Straßenstation Masciacum unterhielten.
In der ersten Hälfte des 12. Jahrhunderts ließ Erzbischof Konrad I. von Salzburg eine Burg auf dem Kropfsberg, einem 70 m hohen Felsen, über St. Gertraudi errichten. Sie diente den Salzburger Erzbischöfen in erster Linie als Gerichts- und Verwaltungssitz, sowie als Grenzfeste zur Sicherung ihrer Besitzungen im Zillertal.
Im späten 13./frühen 14. Jahrhundert wurde die Pfarrkirche St. Gertraudi errichtet. Erstmals 1359 urkundlich erwähnt, war ein Grund für die Errichtung der Kirche mitunter die zunehmende Bedeutung St. Gertraudis als wichtiger Umschlagplatz für die Innschifffahrt. So gab es zu dieser Zeit bereits einen großen Unterinntaler Bauernmarkt in St. Gertraudi.
Im 15. Jahrhundert startete in St. Gertraudi der Bergbau im Gebiet des Reither Kogels (1336 m). Bis ins 19. Jahrhundert wurde vorwiegend Silber- und Kupferbergbau betrieben. Das Bergwerk galt lange Zeit als das – nach Schwaz – größte Silber- und Kupferbergwerk in Tirol.
Während des Zweiten Weltkriegs wurden die Bergwerksstollen unter dem Decknamen Rabe zu einer unterirdischen Fertigungsanlage zur Tetraethylblei-Produktion für die Herstellung von Flugbenzin um- bzw. ausgebaut. Geplant war die Errichtung einer Übertag-Infrastruktur wie Mannschaftsunterkünfte und Zufahrtsstraßen, sowie Untertag-Arbeiten wie Ausbrechen zusätzlicher Stollen und der Einbau eines Schrägaufzuges. Bis zum Einmarsch der Alliierten im Frühjahr 1945 kam es allerdings nicht zum Start der Produktion, erst ca. 10 % der Bauarbeiten waren erfolgt.
Noch heute befinden sich zahlreiche Mineralien im Gertraudstollen in St. Gertraudi, insbesondere größere Vorkommen an Baryt. Der Bergbau wurde allerdings bislang eingestellt, da er als unrentabel gilt.

## Sehenswürdigkeiten
- Eine Variante des Jakobswegs verläuft nordseitig durch St. Gertraudi. Eine Jakobsnische befindet sich an der hiesigen (barockisierten) Filial-Kirche St. Gertraudi.

- Die Ruinen der Burg Kropfsberg sind erhalten. Die Burgruine befindet sich in Privatbesitz, eine Besichtigung ist nach Voranmeldung möglich.
- Das wohl älteste noch erhaltene Knappenhaus vom Bergbau am Reither Kogel, das „Stoffelhäusl“ in St. Gertraudi.[2]